# Lac Musters
Le lac Musters (situé à 270 mètres d'altitude) est un lac situé en Patagonie argentine, au sud de la province de Chubut, et constitue avec le Lac Colhué Huapi le segment terminal du bassin endoréique du Río Senguerr.

## Hydrologie

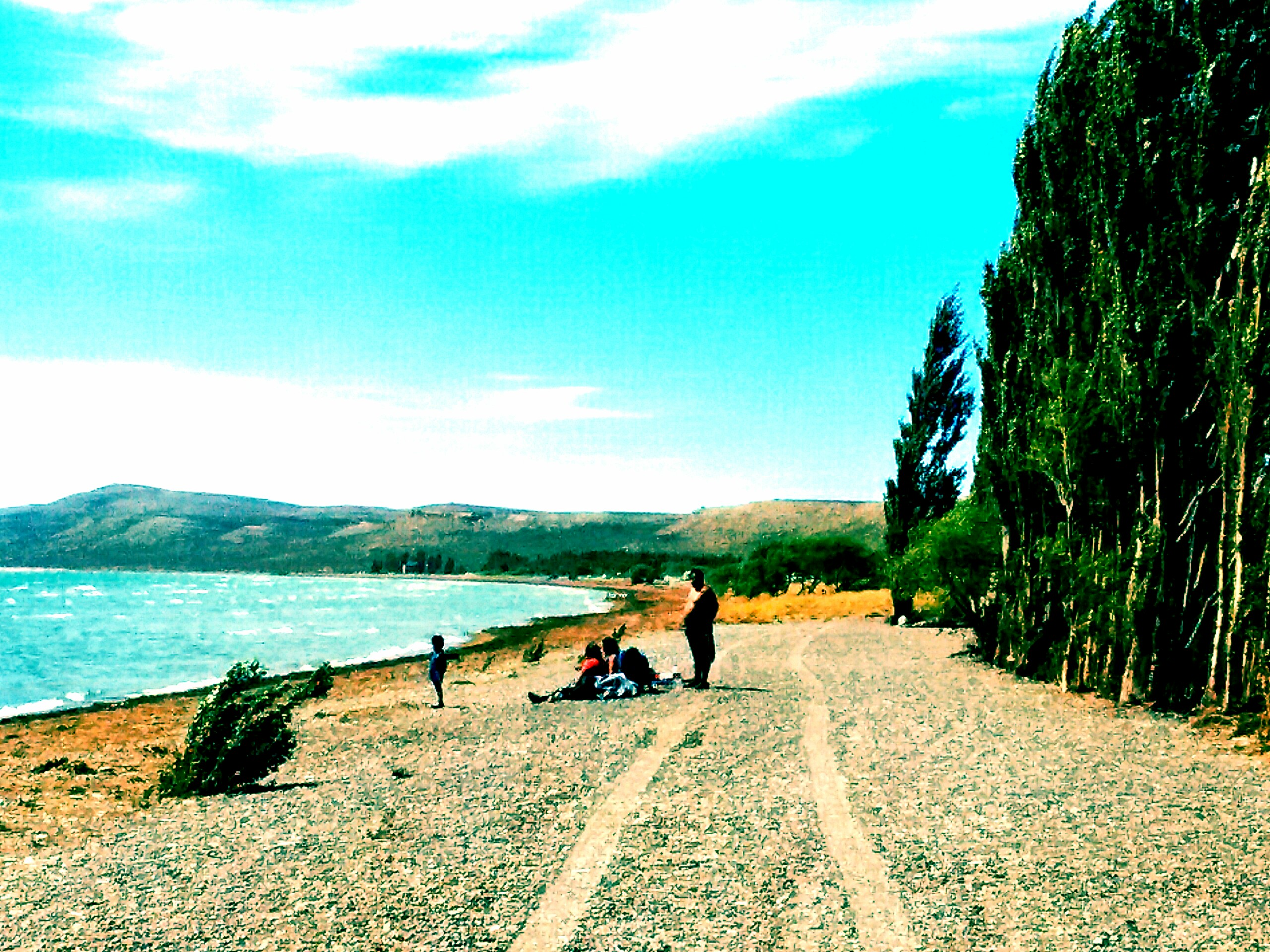
Plage aménagée sur le lac.

Le lac Musters occupe une dépression d'origine crétacée en pleine meseta patagonique centrale. Il reçoit toutes ses eaux d'une seule rivière; le Río Senguerr, alimenté lui-même par la fonte saisonnière des neiges et des glaces andines, régulées dès le début de son cours par deux lacs: les lacs Fontana et La Plata. Après un cours long de 350 km depuis les Andes, à travers le plateau ou meseta centrale de la province de Chubut, ce Río Senguerr apporte dans une zone déprimée dite dépression ou cuvette de Sarmiento, un débit moyen annuel de 54 m3/s, soit 1,7 milliard de tonnes par an.
Dès son entrée dans cette cuvette plane de formation alluviale et éolienne, le Senguerr se divise en de nombreux bras secondaires, souvent à sec, en forme de delta orienté vers le nord-est. Son bras principal se dirige vers une fosse tectonique logeant le lac Musters et pénètre dans ce dernier par son côté sud. Mais peu avant de déboucher dans le Musters, le Río Senguerr envoie un bras supplémentaire en direction du lac Colhué Huapi, situé un peu plus à l'est. On appelle cette dérivation moins abondante le « faux Senguerr ». La ramification la plus australe du río Senguerr se dirige aussi vers le lac Colhué Huapi, mais il n'atteint ce dernier que lors de très fortes crues.
La rive sud du Musters est plate et marécageuse. Dans ce secteur seules des dunes de jusque 3 m de hauteur formées par le vent et la houle font obstacle à son débordement. Cela n'empêche pas qu'une partie de ses eaux s'échappe par infiltration vers le bassin du faux Senguerr. Les berges restantes sont plus élevées et sèches, assurant une meilleure contention des eaux. Il est séparé du lac Colhué Huapi par un isthme de 12 km de large et 695 mètres d'altitude maximale.
Le Musters est d'origine tectonique. Il a une profondeur moyenne de 20 m, ce qui donne une coloration bleue intense à ses eaux.

## Dimensions et données chiffrées
- Superficie : 414 km2
- Volume : 8 280 km3
- Profondeur maximale : 38,5 m
- Profondeur moyenne : 20 m
- Longueur des berges : 150 km